# Curuçá
Curuçá là một đô thị thuộc bang Pará, Brasil. Đô thị này có diện tích 672,614 km², dân số năm 2007 là 30343 người, mật độ 45,1 người/km².